# Berenika Saudková
Berenika Saudková (24. května 1975 Praha) je česká malířka, dcera komiksového kreslíře Káji Saudka a Johany Saudkové.

## Osobní život
Po ukončení všeobecného gymnázia pokračovala studiem biotechnologie na České zemědělské univerzitě v Praze, které nedokončila. Začala se plně věnovat malování obrazů. Z technik preferuje klasické styly olejomalbu a grafiku.
Svá díla vystavuje doma i v zahraničí (např. Galerie TR, Bottrop, SRN, BKH Art Gallery, Bel Air, USA). V Čechách uspořádala k roku 2009 kolem padesáti výstav.